# Bazydiokarp

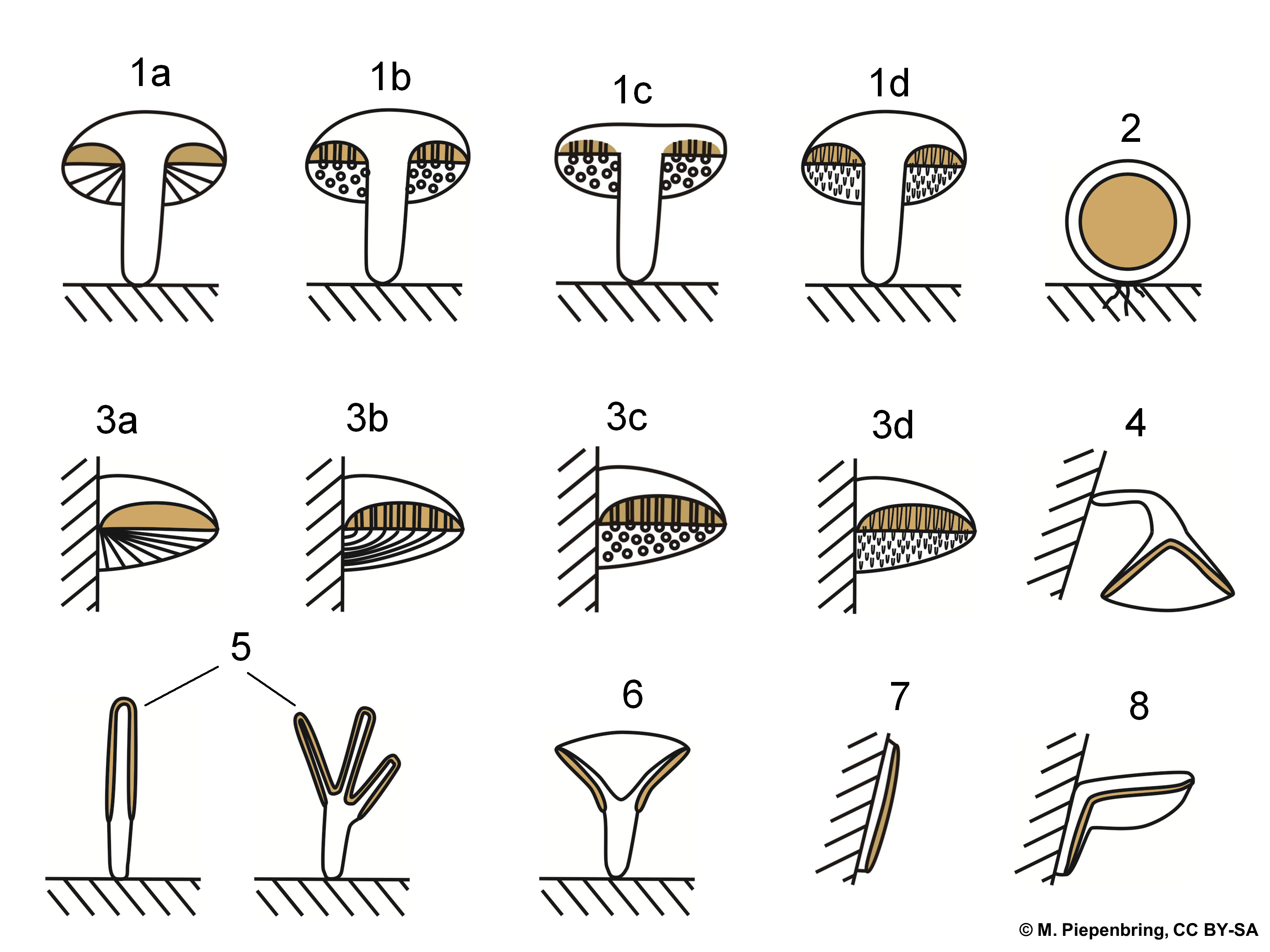
1. Kapeluszowy: a – blaszkowy, b – rurkowy, c – poroidalny, d – kolczasty, 2. Zamknięty, 3. Siedzący: a – blaszkowy, b – blaszkowo-rurkowy, c – poroidalny, d – kolczasty, 4. Cyfelloidalny, 5. Klawarioidalny, 6 – Podoscypha, 7. Rozpostarty, 8. Rozpostarto-odgięty

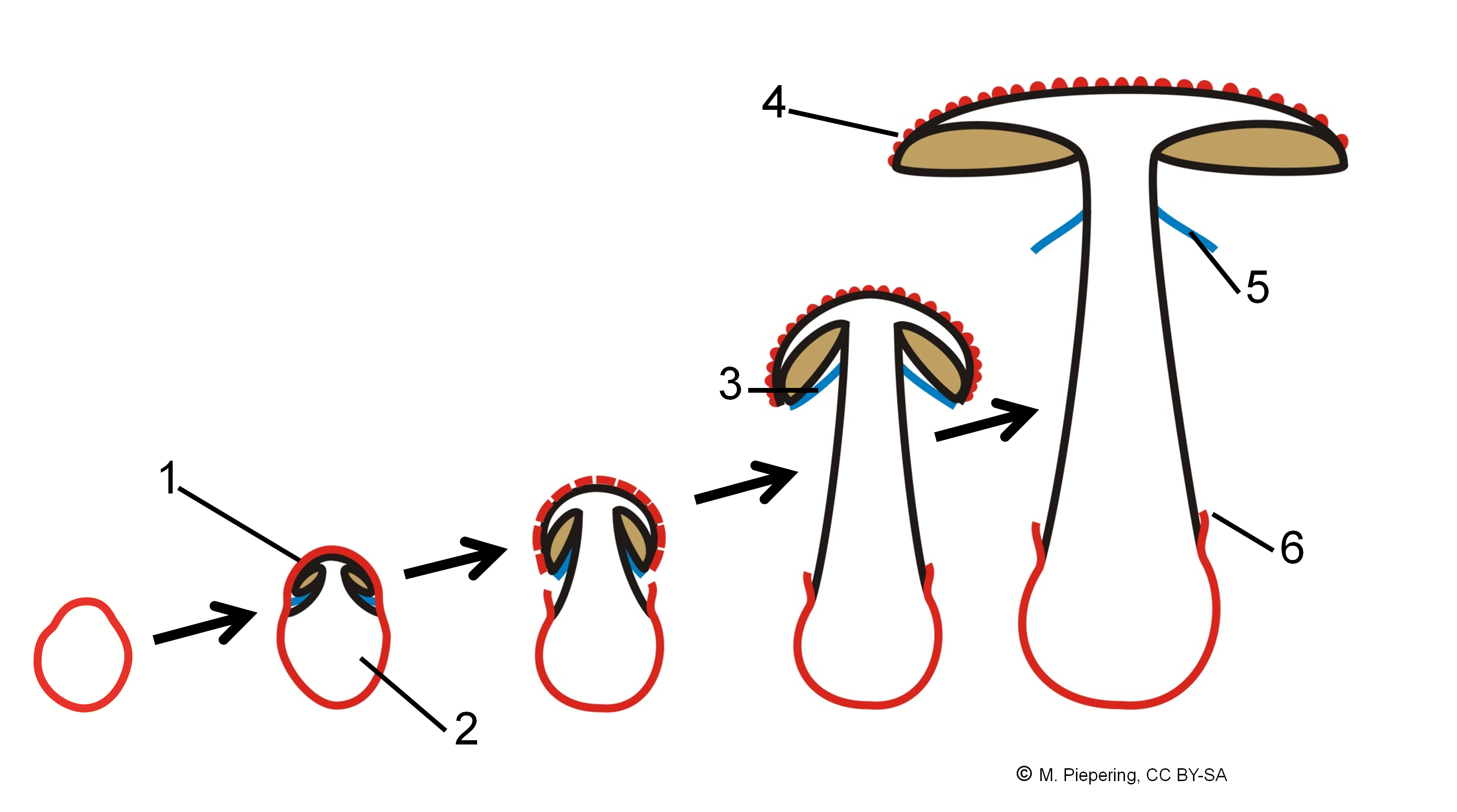
Rozwój grzyba kapeluszowego: 1 – Osłona, 2. Owocnik, 3 – Zasnówka, 4 – Łatki, 5. Pierścień, 6 – Pochwa

Bazydiokarp (łac. basidiom, l.mn. basidiome) – owocnik wytwarzany przez grzyby z grupy podstawczaków z wyjątkiem rdzowców Puccinales i głowniowców Ustilaginales. Podstawową jego funkcją jest wytwarzanie zarodników płciowych zwanych bazydiosporami. Odbywa się to na podstawkach. Nie występują one pojedynczo, lecz są upakowane obok siebie na płodnej powierzchni zwanej hymenium. Oprócz podstawek w hymenium mogą występować różnego rodzaju dodatkowe, bezpłodne struktury strzępkowe zwane hamatecjum: bazydiole, wstawki (cystydy), nibywstawki (pseudocystydy), hyfidy i inne.
Budowa. Istnieje ogromna różnorodność budowy bazydiokarpów. Pod względem budowy dzieli się je na:
- zamknięte (angiokarpiczne), czyli wnętrzniaki, w których płodna gleba z podstawkami znajduje się wewnątrz zamkniętego owocnika. U niektórych gatunków (np. u kurzawek) gleba i włośnia wypełnia całe wnętrze owocnika, u niektórych (np. u purchawek) oprócz płodnej gleby znajduje się jeszcze w dolnej części owocnika płonne podglebie. Podglebie jest gąbczaste i ma liczne komory powietrzne, u niektórych gatunków od gleby oddzielone jest błoniastą diafragmą. Cały owocnik otoczony jest okrywą – perydium[2].
- otwarte (gymnokarpiczne), w których hymenium znajduje się na zewnętrznej powierzchni owocnika tworząc tzw. hymenofor[1]. Wśród nich wyróżnia się wiele typów:
  - rozpostarte lub resupinowate – płaskie, całą powierzchnią przylegające do podłoża,
  - rozpostarto-odgięte – częściowo przylegające z brzegami odstającymi od podłoża,
  - cyfelloidalne – tarczkowate, rurkowate, kubkowate lub miseczkowate,
  - klawarioidalne – pałeczkowate, maczugowate lub krzaczasto rozgałęzione,
  - siedzące – przyrośnięte bokiem lub grzbietem do podłoża. Występują np. u grzybów nadrzewnych, zwanych popularnie hubami. Mogą mieć kształt blaszkowaty, wachlarzowaty, konsolowaty, nerkowaty, trójkątny, kopytkowaty, poduszeczkowaty, języczkowaty;
  - kapeluszowe – zbudowane z kapelusza lub główki i trzonu. Zwykle mają osłonę całkowitą i częściową, na trzonie mogą mieć pierścień, bulwę lub pochwę. Mogą mieć różnorodny hymenofor: gładki, poroidalny, rurkowaty, blaszkowaty, rurkowato-blaszkowaty, meruliowaty, siatkowaty, listewkowaty, irpikoidalny, odontoidalny[1][3][4].

Miąższ: Pod względem konsystencji wyróżnia się:
- owocniki tremelloidalne, czyli galaretowate, najczęściej o kształcie poduszeczkowatym, poduszeczkowato-kulistym, mózgowato pofałdowanym lub języczkowatym i hymenoforze gładkim lub kolczastym;
- owocniki mięsiste – takie ma większość grzybów kapeluszowych, wnętrzniaki i większość grzybów cyfelloidalnych i klawarioidalnych;
- owocniki skórzaste, łykowate, korkowate i zdrewniałe – głównie nadrzewne huby i część owocników rozpostartych i rozpostarto-odgiętych[5].

Czas życia:
- krótkotrwałe, o czasie życia od jednego dnia do kilku tygodni[4];
- jednoroczne, których czas życia wynosi od kilku tygodni do roku. Przed zimą giną, niektóre jednak mogą przetrwać zimę (gdy jest łagodna) i rosnąć w następnym sezonie wegetacyjnym;
- wieloletnie, które na tym samym podłożu rozwijają się przez wiele lat. Są to głównie huby[6].

Wielkość:
Pod względem wielkości owocnika wyróżnia się grzyby wielkoowocnikowe i grzyby mikroskopijne. Największe bazydiokarpy tworzy czasznica olbrzymia Calvatia gigantea. Mogą one osiągać średnicę do 150 cm i wagę do 20 kg. Najmniejsze są pojedyncze komórki drożdżopodobnych gatunków z rodzaju Sporobolomyces. Widoczne są dopiero pod mikroskopem.

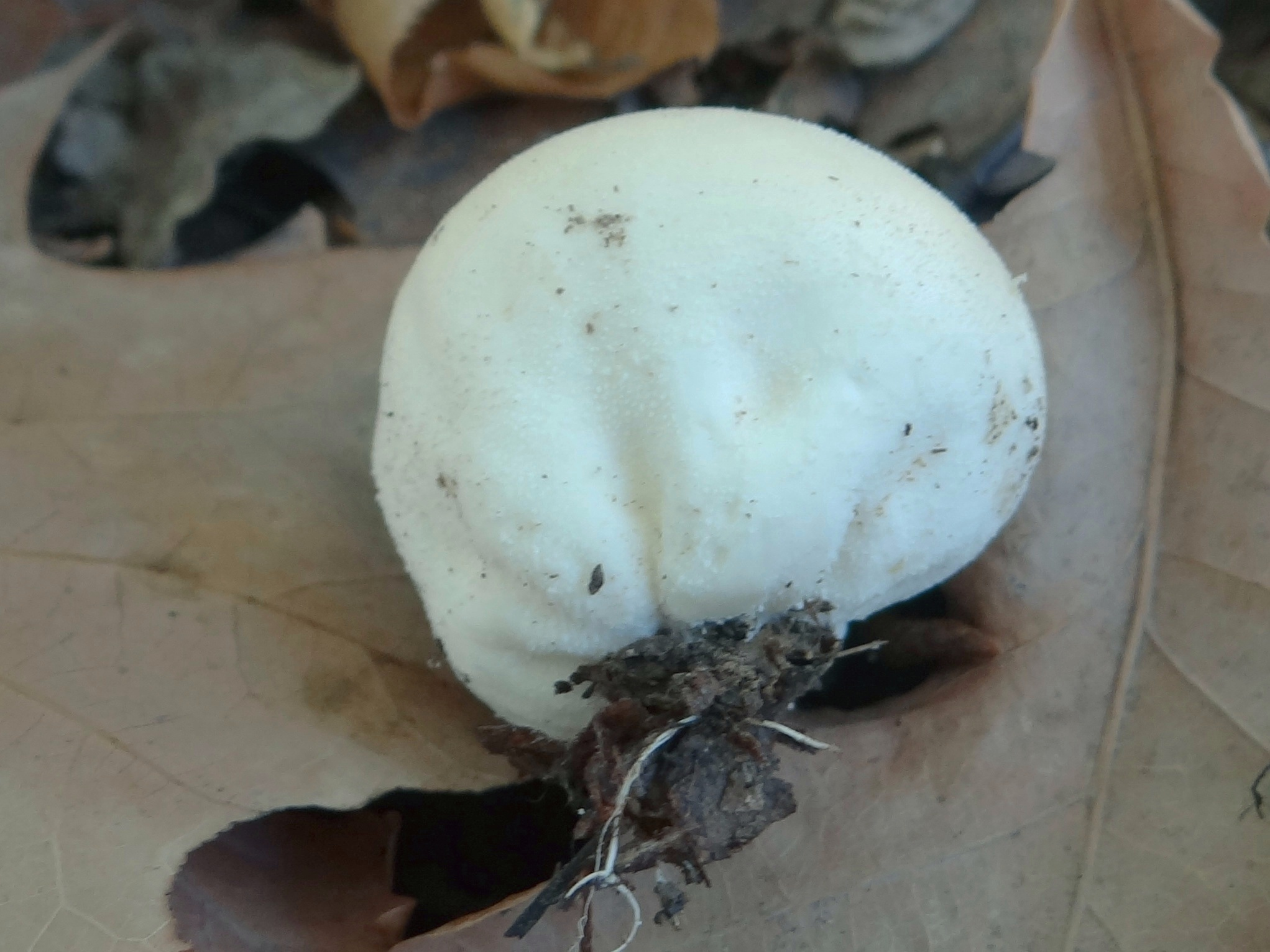
Zamknięty
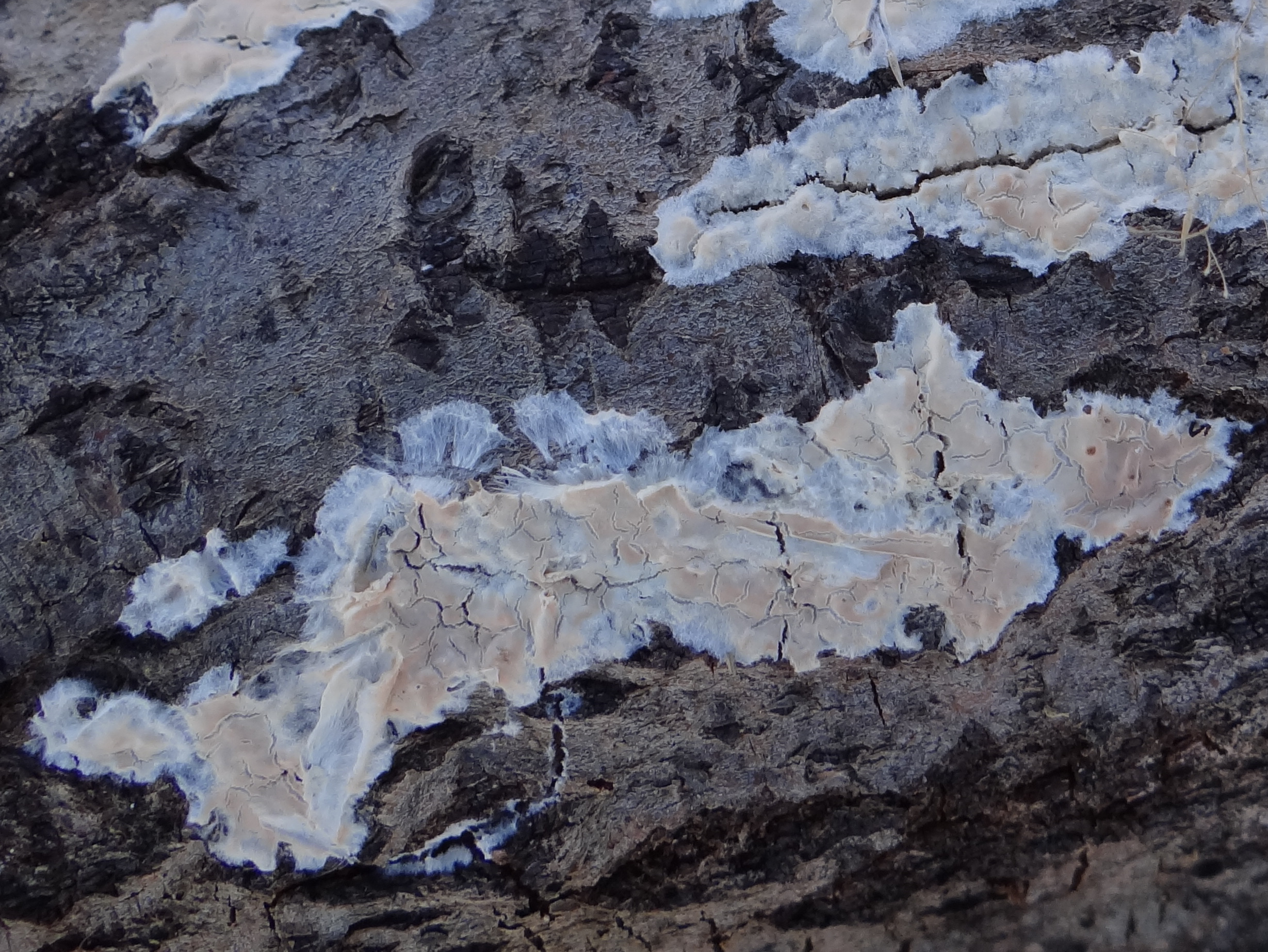
Rozpostarty
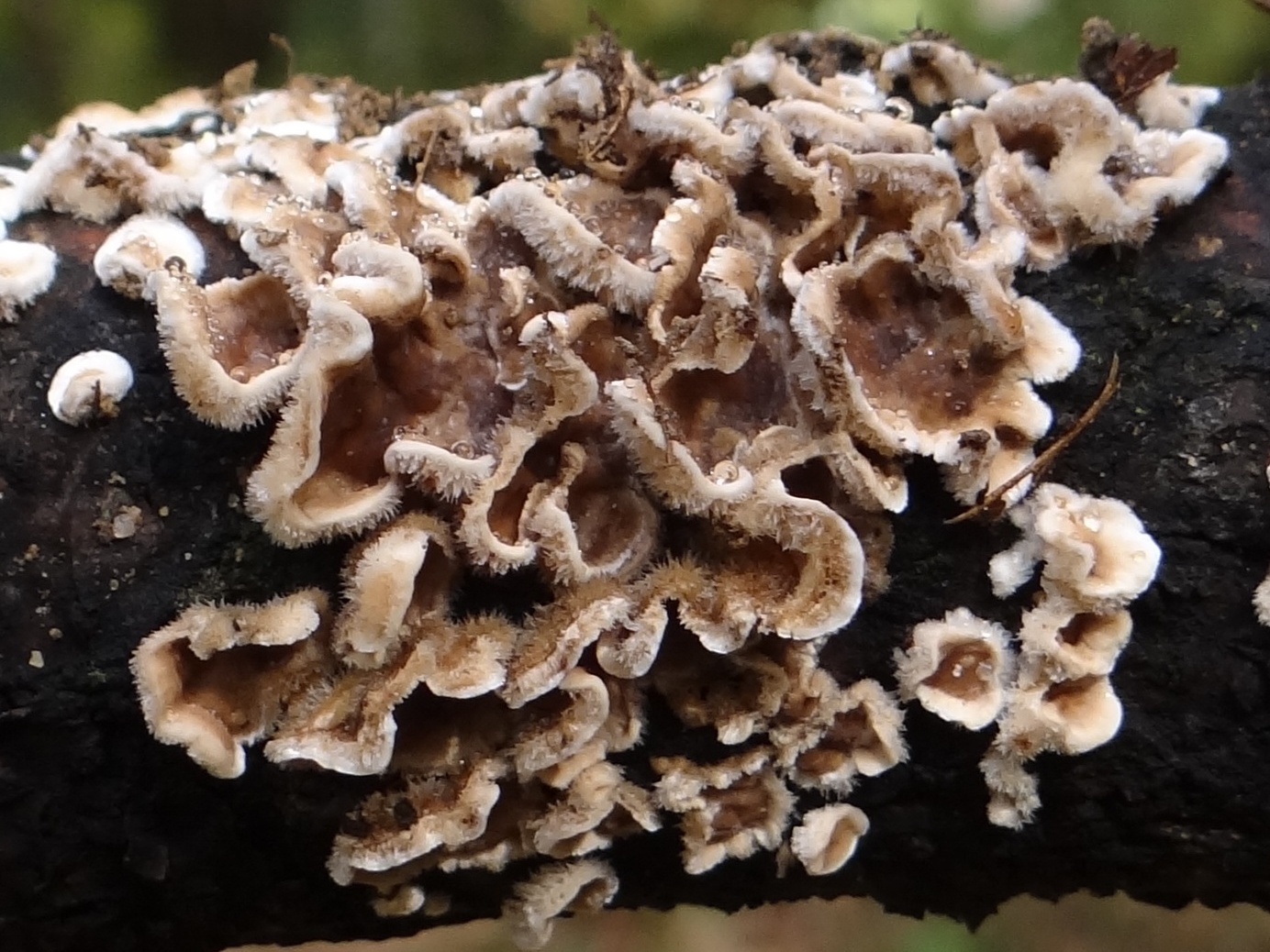
Rozpostarto-odgięty
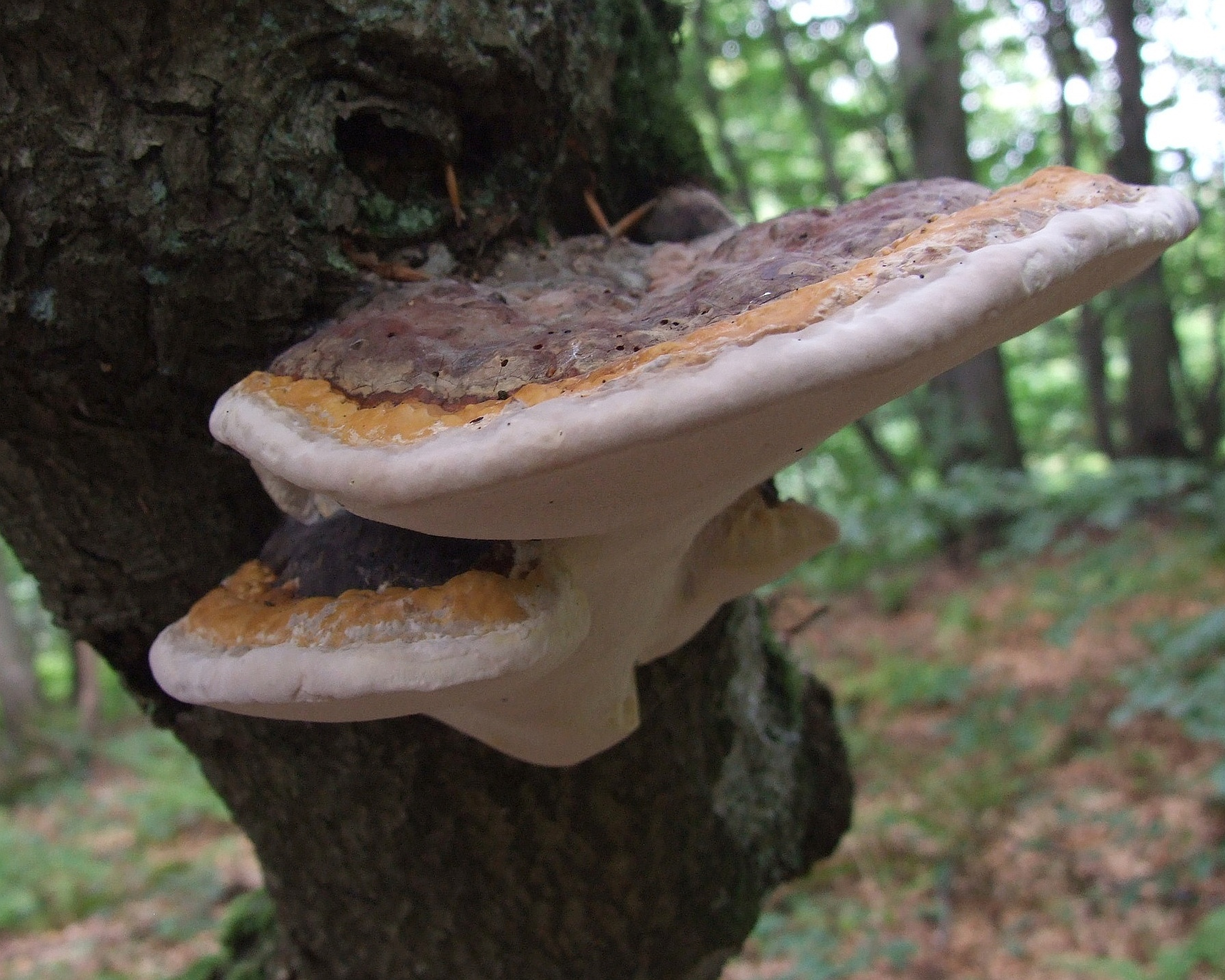
Siedzący
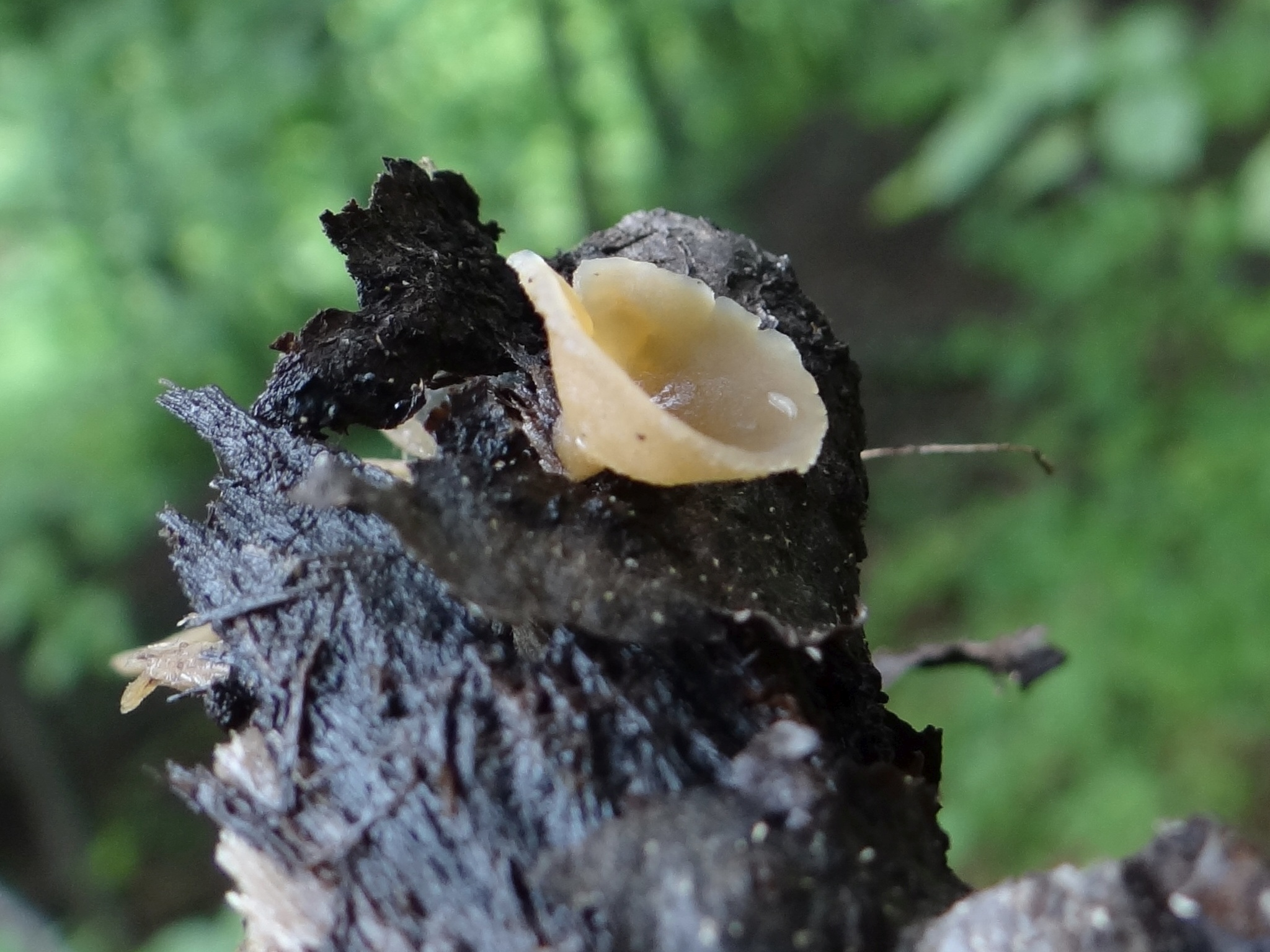
Cyfelloidalny
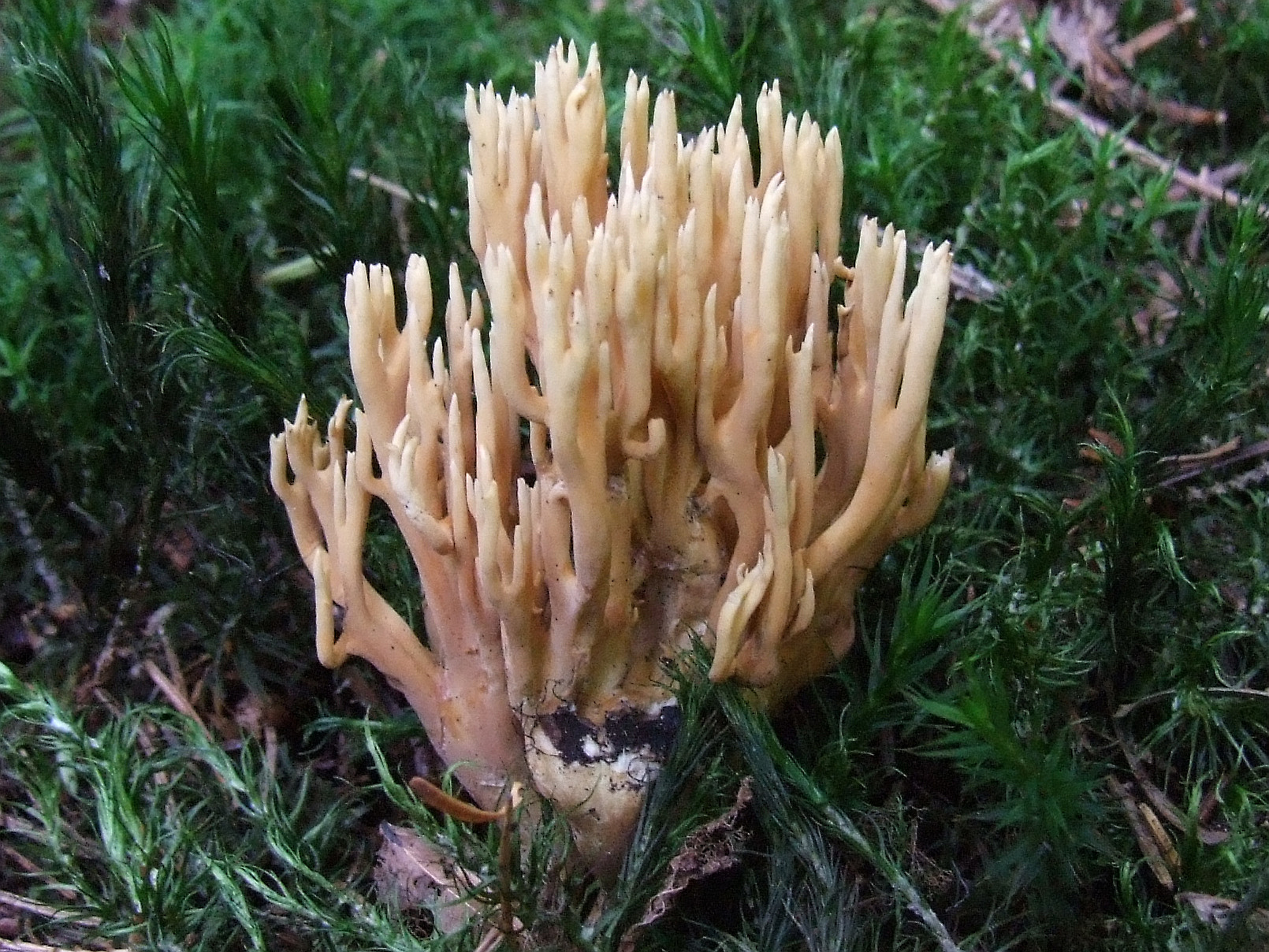
Klawarioidalny
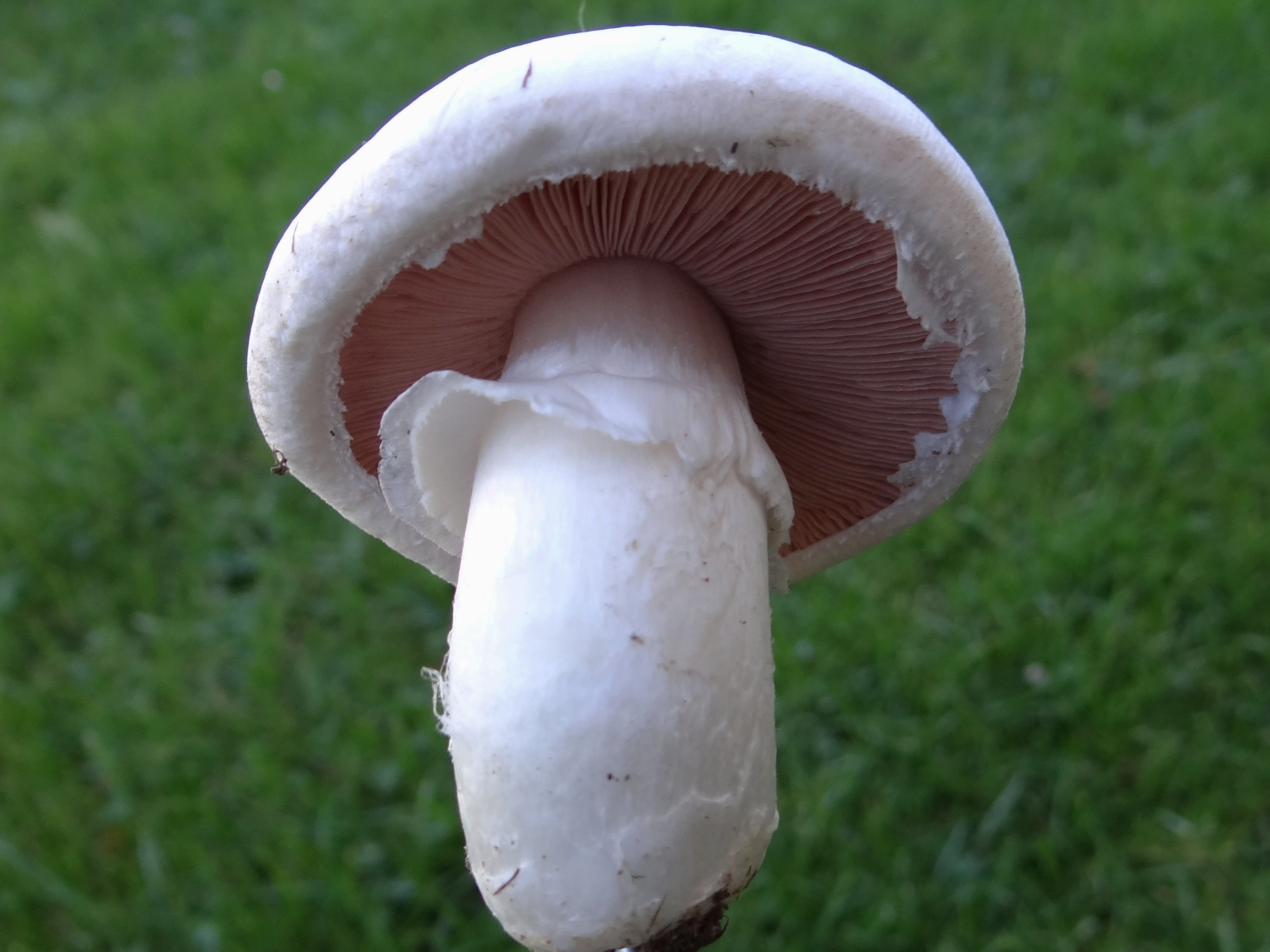
Kapeluszowy